# هیل (بلژیوم)
هیل (به لاتین: Hille) یک منطقهٔ مسکونی در بلژیک است که در ونژان واقع شده‌است. هیل ۹۳۳ نفر جمعیت دارد.